# محافظة مونتي بلاتا
محافظة مونتي بلاتا (بالإسبانية: Provincia de Monte Plata)‏ هي محافظة في جمهورية الدومينيكان، بلغ عدد سكانها 222,641 نسمة وذلك حسب إحصائيات سنة 2014، عاصمتها مونتي بلاتا، تبلغ مساحتها 2,632.14 كيلومتر مربع.